# Kovankivet
Kovankivet är en ö i Finland. Den ligger i Bottenhavet och i kommunen Pyhäranta i den ekonomiska regionen  Nystadsregionen i landskapet Egentliga Finland, i den sydvästra delen av landet. Ön ligger omkring 89 kilometer nordväst om Åbo och omkring 220 kilometer nordväst om Helsingfors.
Öns area är 0,3 hektar och dess största längd är 70 meter i sydöst-nordvästlig riktning.